# Glypthaga xylina
Glypthaga xylina là một loài bọ cánh cứng trong họ Cerambycidae.